# Авдей (скульптор)
Авдей — каменных дел мастер, орнаментальный скульптор, выполнивший главный вход и фигурные изваяния из камня для портала соборного храма Иоанна Златоуста (г. Холм, Галицкое княжество), сооружённого в 1259 по распоряжению князя Даниила Романовича.
Летописец, восхищаясь искусством Авдея, называет его «хытрецом».